# Oni (Georgia)
Oni (en georgiano: ონი) es una ciudad de Georgia ubicada en el este de la región de Racha-Lechjumi y Baja Esvanetia, siendo la capital del municipio homónimo. La ciudad albergaba la tercera comunidad más grande de judíos georgianos en Georgia después de Tbilisi y Kutaisi. Oni es la co-residencia de la eparquía de Nikortsminda de la Iglesia ortodoxa georgiana.

## Geografía
Oni se sitúa en la margen izquierda del río Rioni y está a 830 m sobre el nivel del mar. La ciudad está unos 210 kilómetros al noroeste de Tiflis y 34 km al noreste del centro regional, Ambrolauri.

### Clima
Oni tiene un clima moderadamente húmedo, con inviernos moderadamente fríos y veranos largos y cálidos. La temperatura media anual son 10 °C, con medias en enero de -1 °C y en julio de 20,4 °C. La mínima absoluta fueron -27 °C y la máxima absoluta, 38 °C. La precipitación es de 1000-1100 mm por año.

## Historia
El territorio del moderno Oni se ha habitado desde la Edad del Bronce. Los arqueólogos han descubierto restos de la cultura de Cólquide, en particular una colección de monedas colchis que datan de los siglos VI-III antes de Cristo. 
Oni primero se menciona en fuentes históricas en el siglo XV, aunque una leyenda sostiene que la ciudad fue fundada por el rey Pharnajom de Iberia en el siglo II a. C. Localizada en la encrucijada del Cáucaso norte, Iberia (Georgia central), Imericia (Georgia occidental) y Racha, Oni fue una típica ciudad comercial de finales de la Edad Media y fue disputada por los reyes de Imericia y los príncipes de Racha.  
La ciudad fue absorbida por la Rusia imperial en 1810, y en 1846 se convirtió en un centro del distrito de Racha.  
Durante el periodo soviético, la ciudad fue unida con un número de aldeas circundantes en el distrito de Oni, que se administra actualmente como parte de la región de Racha-Lechjumi y Baja Esvanetia. 
En décadas recientes Oni ha sufrido de terremotos y de una serie de avalanchas. Un terremoto particularmente severo ocurrió el 29 de abril de 1991. La intensidad del terremoto fue medida en 6.9, el de mayor gran alcance registrado nunca en las montañas del Cáucaso, y de daños significativos causados a la infraestructura de Oni. A pesar de una tendencia postsoviética hacia la migración, Oni todavía conserva a una comunidad judía histórica (la tercera más grande de Georgia).

## Demografía
La evolución demográfica de Oni entre 1882 y 2014 fue la siguiente:
| 626                                             | 3684 | 4385 | 6149 | 6174 | 5482 | 3342 | 2656 |
| (Fuente: Population of Georgia in Soviet times) |      |      |      |      |      |      |      |

La gran mayoría de la población es de origen georgiano y cristianos ortodoxos, con la minoría étnica más numerosa es el pueblo osetio. Había una gran comunidad de judíos georgianos que explican la presencia de la sinagoga de Oni, pero emigraron a Israel después de la caída de la URSS y solo quedan unos pocos para cuidar la sinagoga.
|              | 1939      | 1939       | 1959      | 1959       | 2014      | 2014       |
| Grupo étnico | Población | Porcentaje | Población | Porcentaje | Población | Porcentaje |
| ------------ | --------- | ---------- | --------- | ---------- | --------- | ---------- |
| Georgianos   | 2138      | 58%        | 2509      | 57,2%      | 2656      | 98,95%     |
| Judíos       | 1187      | 32,2%      | 1         | 0,1%       | 12        | 0,45%      |
| Armenios     | 253       | 6,9%       | 142       | 3,2%       | 4         | 0,15%      |
| Osetios      | 27        | 0,7%       | 66        | 1,5%       | 3         | 0,11%      |
| Rusos        | 70        | 1,9%       | 53        | 1,2%       | 3         | 0,11%      |
| Ucranianos   | 70        | 1,9%       | 12        | 0,3%       | -         | -          |
| Griegos      | 1         | 0,1%       | -         | -          | 1         | 0,04%      |
| Azeríes      | -         | -          | -         | -          | 1         | 0,04%      |
| Total        | 3684      | 100%       | 4385      | 100%       | 2656      | 100%       |

## Economía
En la época soviética, la ciudad operaba una fábrica de mantequilla y queso, una fábrica de vino y una fábrica de ropa.

## Infraestructura

### Arquitectura y monumentos
Hay una sinagoga en Oni construida en la década de los 80 del siglo XIX, diseñada por un arquitecto polaco y cuyos constructores eran judíos griegos de Salónica. Oni y sus alrededores contienen un número de monumentos históricos, incluyendo las ruinas de fortalezas medievales y de iglesias ortodoxas georgianas. El museo regional de Racha, ubicado en Oni, tiene una impresionante colección de 14.000 artefactos únicos de los campos de arqueología, etnografía, numismática, historia natural, bellas artes, documentos históricos, manuscritos y libros impresos.
Un balneario popular, Shovi, está situado a unos 30 kilómetros de Oni, en las laderas meridionales de las mayores montañas del Cáucaso.

### Transporte
El Camino Militar Osetio atraviesa la ciudad.

## Personas destacadas
- Shalva Amiranashvili (1899-1975): historiador de arte georgiano.
- Gerzel Baazov (1904-1938): escritor judío georgiano que fue víctima de las purgas de Stalin.
- Dover Kosashvili (1966): director de cine y guionista israelí de ascendencia georgiana.

## Galería

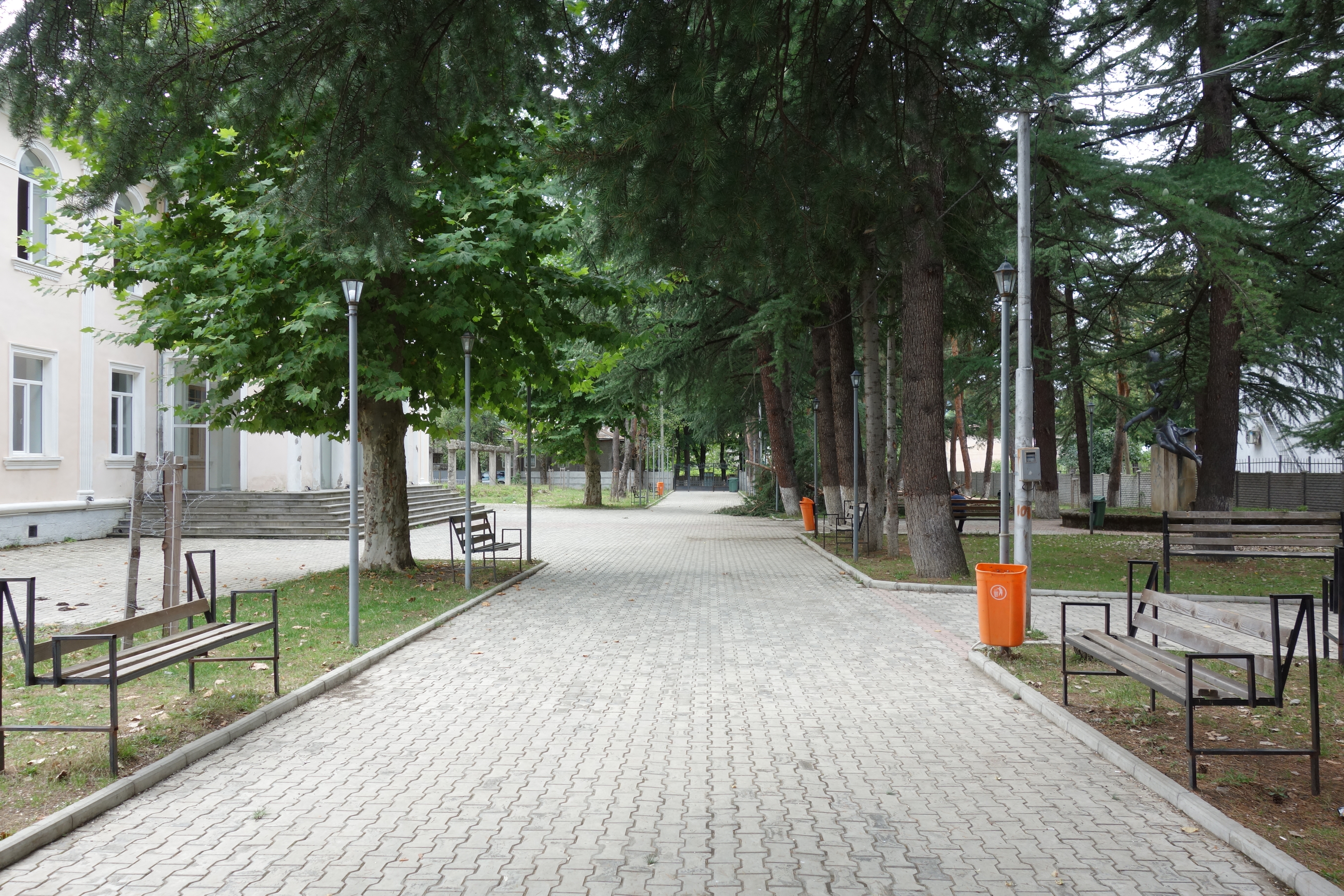
Calle de Oni
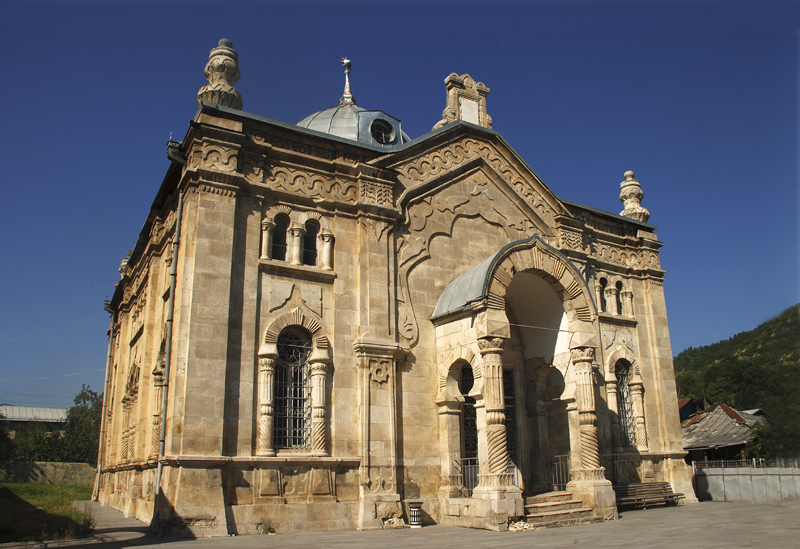
Sinagoga de Oni
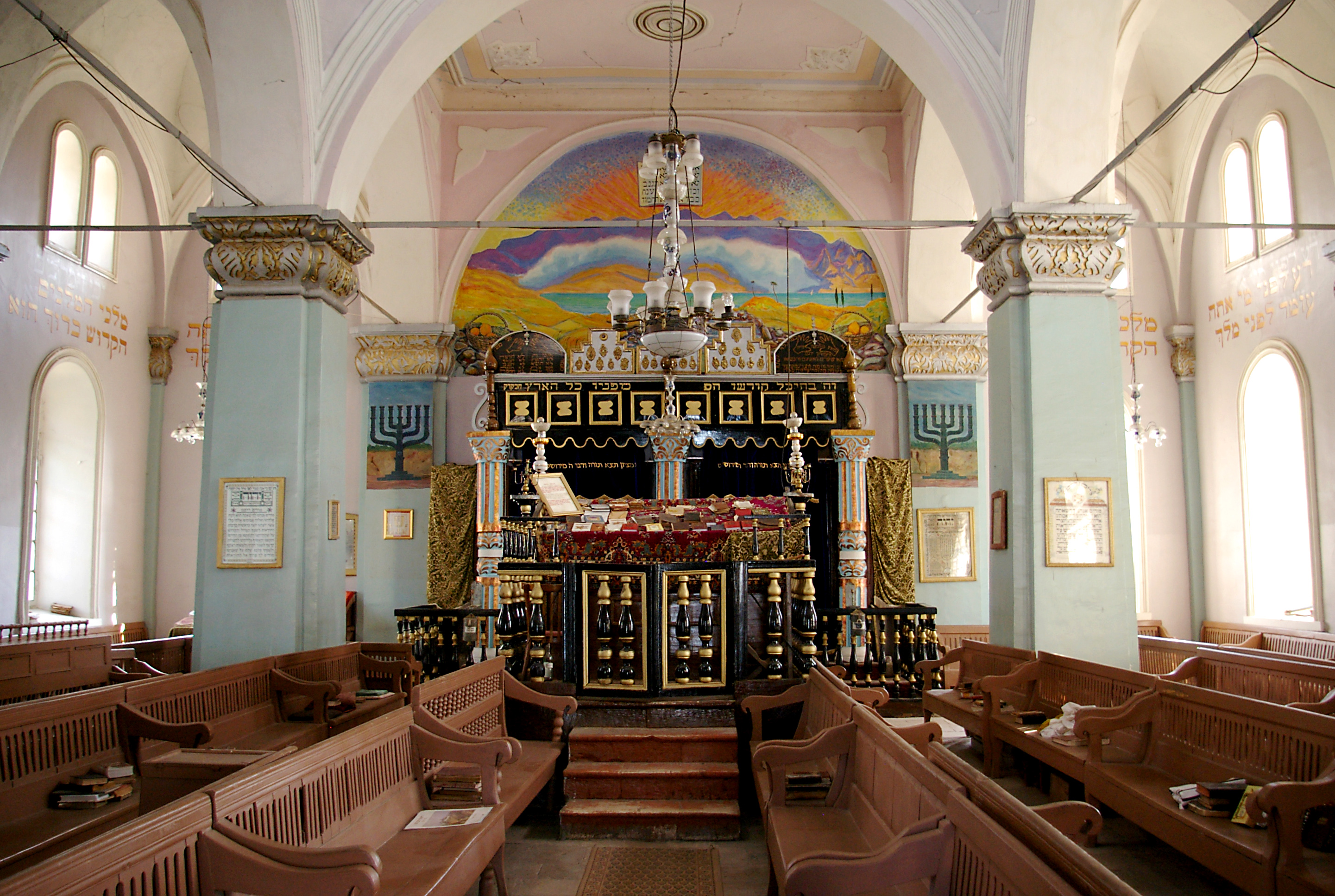
Interio de la sinagoga

## Ciudades hermanadas
- Beersheva, Israel.
- Fitchburg, Estados Unidos.
- Kazlų Rūda, Lituania.